# 牧原憲夫
牧原 憲夫（まきはら のりお、1943年〈昭和18年〉8月29日 - 2016年〈平成28年〉7月20日）は、日本の歴史学者。専門は日本近代史（特に明治時代の民衆史・社会史）。東京都出身。

## 略歴
1979年、東京都立大学大学院人文科学研究科博士課程単位取得。1997年、東京経済大学経済学部専任講師となり、2002年に助教授。2004年、同大全学共通教育センター長。2007年3月に依願退職し、同大非常勤講師となった。

## 著書

### 単著
- 『明治七年の大論争 建白書から見た近代国家と民衆』日本経済評論社、1990年8月。ISBN 9784818804333。 NCID BN05245237。全国書誌番号:90054780。
  - 『明治七年の大論争 建白書から見た近代国家と民衆』（オンデマンド版）日本経済評論社、2003年3月。ISBN 9784818816091。 NCID BB03833943。全国書誌番号:20698886。
- 『客分と国民のあいだ 近代民衆の政治意識』吉川弘文館〈ニューヒストリー近代日本 1〉、1998年7月。ISBN 9784642037006。 NCID BA36664221。全国書誌番号:99113014。
- 『民権と憲法』岩波書店〈岩波新書 シリーズ日本近現代史 2〉、2006年12月。ISBN 9784004310433。 NCID BA79735194。全国書誌番号:21178618。
- 『幕末から明治時代前期 文明国をめざして』小学館〈全集日本の歴史 第13巻〉、2008年12月。ISBN 9784096221136。 NCID BA88370507。全国書誌番号:21533865。
- 『山代巴 模索の軌跡』而立書房、2015年4月。ISBN 9784880593838。 NCID BB18726958。全国書誌番号:22577897。

### 編集
- 内田修道・牧原憲夫 編『明治五年四月～明治六年十二月』色川大吉・我部政男監修、筑摩書房〈明治建白書集成 第2巻〉、1990年6月。ISBN 9784480354020。 NCID BN00485051。全国書誌番号:90045122。
- 牧原憲夫 編『明治七年一月～明治七年九月』色川大吉・我部政男監修、筑摩書房〈明治建白書集成 第3巻〉、1986年10月。ISBN 9784480354037。 NCID BN00485051。全国書誌番号:87001342。
- 牧原憲夫・茂木陽一 編『明治七年十月～明治八年十月』色川大吉・我部政男監修、筑摩書房〈明治建白書集成 第4巻〉、1990年6月。ISBN 9784480354044。 NCID BN00485051。全国書誌番号:88059423。
- 西村絢子・藤村久美子・牧原憲夫 編『わたしとわたしたち 人権と民権を考える』町田市教育委員会、2001年3月。 NCID BA53521468。全国書誌番号:20183298。
- 山代巴 著、牧原憲夫 編『山代巴獄中手記書簡集 模索の軌跡』平凡社、2003年4月。ISBN 9784582831542。 NCID BA62462188。全国書誌番号:20416872。
  - 山代巴 著、牧原憲夫 編『山代巴獄中手記書簡集』（増補版）而立書房、2013年12月。ISBN 9784880593784。 NCID BB14426475。全国書誌番号:22345904。
- 牧原憲夫 編『<私>にとっての国民国家論 歴史研究者の井戸端談義』日本経済評論社、2003年6月。ISBN 9784818815056。 NCID BA62455943。全国書誌番号:20426448。

### 著作選集
- 藤野裕子、戸邉秀明 編『明治期の民権と民衆』有志舎〈牧原憲夫著作選集 上巻〉、2019年9月。ISBN 9784908672330。 NCID BB28950244。全国書誌番号:23288871。
  - 収録：原点となった読書体験は？, 否定としての溯行――創刊にあたって, 人民闘争史における敗北の論理――日本人民闘争史再構築へのノート, 宮崎民蔵の思想と行動――ある土地改革者の軌跡, 明治社会主義の農民問題論, 「近代的土地所有」概念の再検討――最近の西欧近代地主制史研究を手がかりに, 民権と国権――大阪事件に見る, 大阪事件研究の意味と課題, 民権と国権――『自由燈』の場合, 民権運動と民衆――ひとつの問題整理, 政事と徳義――困民党の歴史的位相をめぐって, 明治期民衆の「政事」観念と「国民」意識, 覚書「客分」再考, 林宥一著『「無産階級」の時代――近代日本の社会運動』を読んで, 解説（藤野裕子・戸邉秀明）, 牧原憲夫年譜
- 藤野裕子・戸邉秀明 編『近代日本の文明化と国民化』有志舎〈牧原憲夫著作選集 下巻〉、2019年9月。ISBN 9784908672347。 NCID BB28950448。全国書誌番号:23288873。
  - 収録：文明開化論, 万歳の誕生, 巡幸と祝祭日――明治初年の天皇と民衆, 日本はいつネーションになったか, 私にとっての国民国家論, 国民国家の発見――『幕末・明治期の国民国家形成と文化変容』を手がかりに, 国民国家における重層性と相互浸透をめぐって――『世紀転換期の国際秩序と国民文化の形成』を読んで, 田中正造――被治者と治者のはざまに, 日常茶飯に人権の折り目を――山代巴さんの「戦争反省」の実践に学ぶ, 連帯と黙秘と――山代巴の運動論, 一途の焰, 解説（藤野裕子・戸邉秀明）, 牧原憲夫著作目録